# Sercówkowate
Sercówkowate (Cardiidae) – rodzina słono- i słonawowodnych małży z rzędu Veneroida obejmująca około 200 współcześnie żyjących gatunków, występujących w płytkich wodach mórz strefy tropikalnej, subtropikalnej i umiarkowanej. W polskiej strefie Morza Bałtyckiego występują sercówki: jadalna (Cerastoderma edule), drobna (Parvicardium hauniense) i pospolita (Cerastoderma glaucum). Niektóre gatunki są poławiane dla celów konsumpcyjnych, większe z nich są wysoko cenionym przysmakiem. Sercówkowate są blisko spokrewnione z przydaczniowatymi, które zdaniem niektórych badaczy powinny być włączone do rodziny Cardiidae jako podrodzina Tridacninae.
Sercówkowate (bez przydaczniowatych) są małżami o zróżnicowanej wielkości – muszle najmniejszych gatunków nie przekraczają 10 mm, a u największych dorastają do 150 mm długości. Mają jajowaty, trójkątny lub kulisty kształt. Powierzchnia muszli pokryta jest żebrowaniem o promienistym przebiegu, z kolcami lub guzkami u niektórych gatunków. Na listwach zamka muszli znajdują się zęby główne i boczne. Mięśnie zwieracze jednakowej wielkości. Długa, kolankowato zgięta noga umożliwia sercówkom wykonywanie skoków na odległość kilkudziesięciu centymetrów.

## Systematyka
Rodzina obejmuje współcześnie żyjące gatunki grupowane w rodzajach: 
- Acanthocardia
- Americardia
- Cardium
- Cerastoderma
- Clinocardium
- Dinocardium
- Fragum
- Laevicardium
- Nemocardium
- Papyridea
- Parvicardium
- Plagiocardium
- Serripes
- Trachycardium
- Trigoniocardia

oraz kilka taksonów wymarłych. Rodzajem typowym rodziny jest Cardium.